# Kleszcze (fortyfikacja)

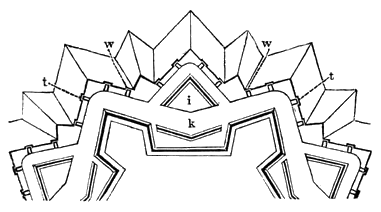
Kleszcze (osłaniające kurtynę między bastionami) oznaczone literą K

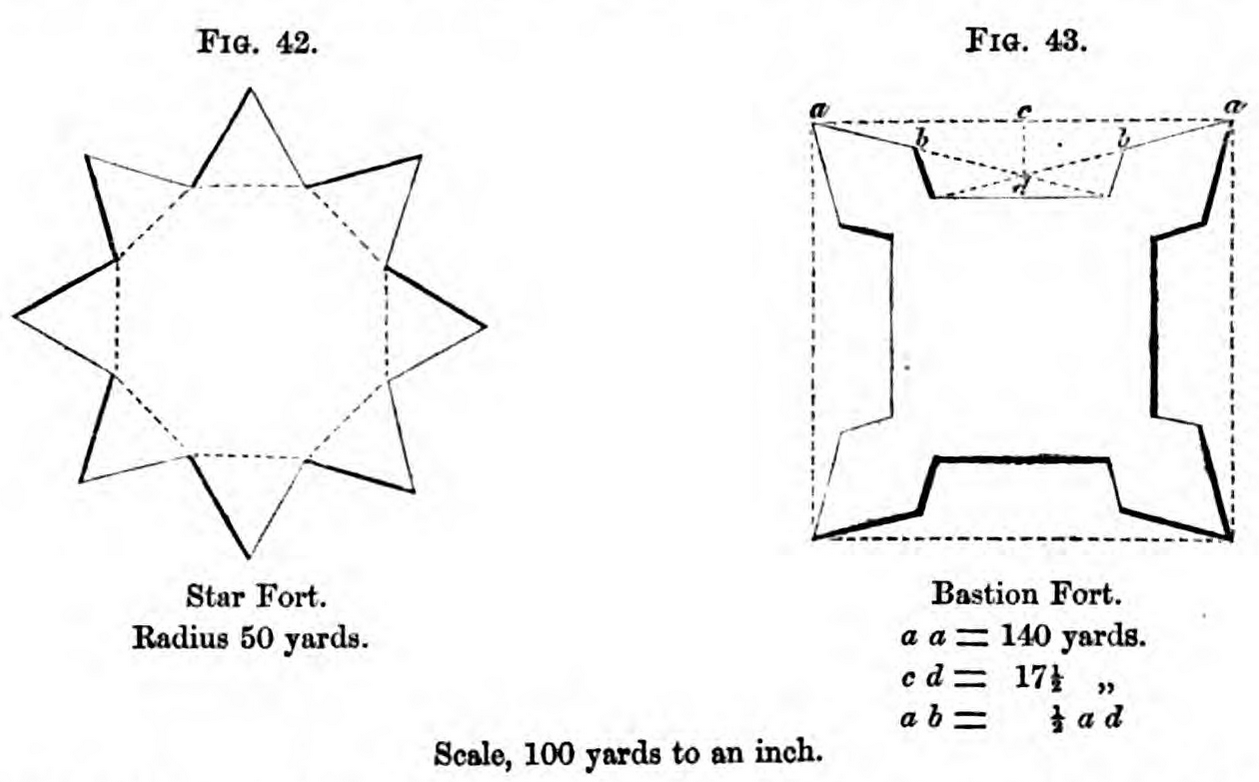
Fig. 42 - podstawowy narys dzieła o narysie kleszczowym

Kleszcze – element obronny w dawnych fortyfikacjach, murowany lub ziemny składający się z dwóch ramion stykających się pod kątem rozwartym, zwróconym ku przedpolu wzniesiony przed narysem bastionowym, lub stanowiący główny element kleszczowego systemu obrony.